# 아이리시 커피

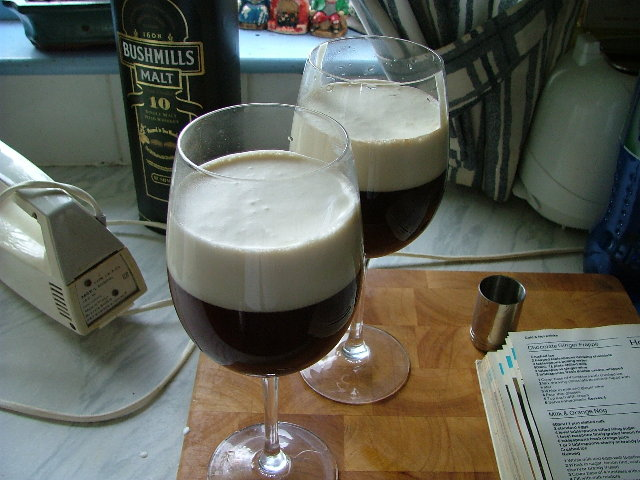
아이리시 커피

아이리시 커피(아일랜드어: Caife Gaelach, 영어: Irish coffee)는 블랙 커피와 위스키를 3대 2의 비율로 잔에 부은 다음, 갈색 설탕을 섞고 그 위에 두꺼운 생크림을 살짝 얹은 커피이다. 제2차 세계 대전이 끝난 직후에 아일랜드 서부에 있는 샤논(Shannon) 국제 공항의 한 술집 주인에 의해 처음 만들어졌다고 한다. 이 커피를 마실 때는 숟가락으로 크림과 커피를 섞어서는 안 되며, 크림 사이로 커피가 흘러나오도록 하면서 크림과 커피를 반드시 동시에 맛보아야 한다.